# Storm Reid
Storm Reid (Atlanta, 1 juli 2003) is een Amerikaans actrice.
Reid is de dochter van Rodney Reid en Robyn Simpson. Ze begon met acteren toen ze drie jaar oud was. Haar eerste grote rol op het witte doek was in 2013 met de film 12 Years a Slave als Emily. Hetzelfde jaar verscheen ze ook in de live-actioncomedy The Thundermans. Reid speelde in 2018 de hoofdrol van Meg Murry in de film A Wrinkle in Time, waarmee ze werd genomineerd voor een Teen Choice Award en een NAACP Image Award. In 2019 was ze te zien in de miniserie When They See Us. In 2020 speelde ze de rol van Sydney Lanier in de horrorfilm The Invisible Man en ontving ze een BET Award-nomiatie.

## Prijzen en nominaties
| Jaar | Prijs             | Categorie                                         | Werk              | Uitslag     |
| ---- | ----------------- | ------------------------------------------------- | ----------------- | ----------- |
| 2018 | Teen Choice Award | Choice Fantasy Movie Actress                      | A Wrinkle in Time | Genomineerd |
| 2019 | NAACP Image Award | Outstanding Breakthrough Role in a Motion Picture | A Wrinkle in Time | Genomineerd |
| 2020 | BET Award         | YoungStars Award                                  | Zichzelf          | Genomineerd |